# 개족도리풀
개족도리풀은 향기가 강한 상록의 여러해살이풀로서 잎은 달걀 모양이며, 뿌리줄기 끝에 1개의 잎과 1개의 꽃이 달린다. 꽃은 늦가을에서 초겨울에 걸쳐 피는데, 암자색 또는 황록색을 띠고 있으며, 대부분 땅에 묻혀 있다. 6개의 암술대가 고리 모양으로 뻗어 있고, 그 바깥쪽에는 12개의 수술이 있다.